# Асатурян, Андраник
Андраник Асатурян (перс. آندرانیک آساطوریان‎, англ. Ando Andranik Assatourian; 27 августа 1941, Хамедан, Иран — 22 февраля 2015, Лос-Анджелес, США) —  иранский художник, музыкант, композитор, дирижёр, аранжировщик, известный как отец иранской поп-музыки.

## Биография
Асатурян родился 27 августа 1941 года. Вначале жил в городе Хамадан, но затем уехал в Ахваз и провёл в этом городе весь свой подростковый период. Когда он понял, что его мечтой является музыка, он переехал в Тегеран, чтобы воплотить свою мечту в реальность.
Сочинивший и исполнивший некоторые из самых запоминающихся хитов современной иранской музыки, Асатурян покинул Иран в знак протеста против тирании мулл и не позволил клерикальной диктатуре злоупотребить своим искусством.
Он присоединился к Национальному совету сопротивления Ирана в 1990-х годах. Асатурян испытывал глубокую привязанность к членам Народной организации моджахедов Ирана (PMOI/MEK), жителям лагеря Ашраф и Свободы, и яростно защищал их на протяжении многих лет.
Эмигрировав в США, в годы изгнания он продолжал борьбу за свободу и демократию в Иране.
Имя Андраника можно было увидеть почти во всех альбомах известных иранских певцов, находившихся в изгнании в 1980-х и 1990-х годах как композитора или аранжировщика. Он сотрудничал со многими выдающимися иранскими поп-певцами, такими как Сиаваш Комиши, Мойн, Аби, Дариуш, Гогош и Хайде.